# Verband der Cigarettenindustrie
Der Verband der Cigarettenindustrie e. V. (VdC) war der Interessenverband der Zigarettenhersteller in Deutschland mit Sitz in Berlin. Seine Mitgliedsunternehmen bestimmten praktisch den gesamten deutschen Zigarettenmarkt. Der Lobbyverband erklärte am 29. Juni 2007 seine Auflösung, nachdem wenige Wochen zuvor Deutschland-Marktführer Philip Morris (rund 37 % Marktanteil) überraschend ausgetreten war.
Fünf der sieben vormaligen Mitglieder des VdC haben am 14. März 2008 den Deutschen Zigarettenverband (DZV) mit Sitz in Berlin gegründet, der die Lobbyarbeit der deutschen Tabakindustrie in Berlin und Brüssel fortsetzen soll.

## Mitgliedsunternehmen
Die sieben Mitglieder standen für nahezu 100 Prozent der in Deutschland verkauften Zigaretten.
- Philip Morris International, München (bis 2007)
- British American Tobacco GmbH, Hamburg
- Reemtsma Cigarettenfabriken GmbH, Hamburg
- Gallaher Group GmbH (Konzern Japan Tobacco), Unterschleißheim
- JT International Germany GmbH (Konzern Japan Tobacco), Trier
- Tabak- und Cigarettenfabrik Heintz van Landewyck GmbH, Trier
- Joh. Wilh. von Eicken GmbH Lübeck (ab 2005)

## Auflösung
Im Mai 2007 kündigte Deutschland-Marktführer Philip Morris seine Mitgliedschaft im VdC mit der Begründung, man wolle sich stärker für eine gesundheitspolitisch orientierte Regulierung der Tabakwirtschaft und ein fast komplettes Tabakwerbeverbot einsetzen. Im VdC werde zu wenig getan gegen die schädlichen Folgen von Tabakkonsum. Der Verband nahm den Rückzug zur Kenntnis und erklärte zunächst, dass man angesichts der Tatsache, auch ohne Philip Morris die deutliche Mehrheit der Zigarettenindustrie in Deutschland zu bilden, „weiterhin der Ansprechpartner für Politik, Behörden und Öffentlichkeit“ bleibe.
Am 29. Juni 2007 schließlich erklärte der Verband seine Auflösung.

## Kritik
Der VdC war trotz nur sieben Mitgliedern einer der einflussreichsten Verbände in Deutschland. Er verfügte über hervorragende Beziehungen zu allen für ihn wichtigen Ministerien und nachgeordneten Bundesbehörden. 
Sein Einfluss ging so weit, dass Gesetzesänderungen „vorformuliert“ wurden, die dann von Bundesregierung und Bundestag beschlossen wurden. So wurde z. B. am 20. September 2006 eine Gesetzesänderung beschlossen, die das Aus für sogenannte Eco-Filtercigarillos ab 1. Januar 2008 bedeutet. Obwohl die Zigarettenhersteller auch derartige Cigarillos herstellen, besteht ihr Hauptinteresse im Verkauf von Fabrikzigaretten.
Anfang Oktober 2006 wurde bekannt, dass die Haltung der deutschen Regierung zum Passivrauchen nicht von Behörden erarbeitet, sondern vom VdC vorformuliert wurde. Bei den Behörden wurde der Text inklusive Rechtschreibfehlern kopiert. Der VdC hat inzwischen bestätigt, dass diese „Gedanken“ von ihm geliefert worden sind.
Außerdem soll der VdC bereits in den 1970ern das wachsende Problembewusstsein gegenüber den Gefahren des Passivrauchens durch umfangreiche Lobby- und Marketingaktivitäten erfolgreich bekämpft haben. Nach einschlägigen Publikationen sorgte der Verband durch die Beeinflussung von Wissenschaftlern und deren Veröffentlichungen dafür, dass Studienergebnisse über die Schädlichkeit des Passivrauchens unterdrückt wurden.
In den Jahren von 1977 bis 1991 sponserte der VdC direkt 110 Forschungsprojekte mit einem Gesamtvolumen von mehr als 15 Millionen DM.
Die Zahlungsempfänger waren bedeutende Persönlichkeiten der medizinischen Forschung wie Franz Adlkofer, Karl Überla, Jürgen von Troschke, Fritz Kemper, Helmut Schievelbein und Johannes Siegrist, die häufig auch direkten Zugang zur Politik hatten.

## Traditionelle Gegnerschaft
Zu den hartnäckigsten Gegnern der Tabak- und Zigarettenindustrie gehörte bereits 1974 die Ärztin Mildred Scheel und ihre Deutsche Krebshilfe. Die damalige Ehefrau des Bundespräsidenten Walter Scheel machte im Kampf gegen den Krebs als erste prominente Frau in der Bundesrepublik Front gegen das Rauchen. Kompetenz und Mut dazu begründete sie mit der Unabhängigkeit ihrer gemeinnützigen Organisation von Spenden aus Wirtschaft und Industrie, deren Sponsor-Angebot sie kategorisch ausschlug. Die Deutsche Krebshilfe finanziert ihre Hilfs- und Forschungs-Projekte seit jeher aus Spendengeldern der Bürger, um ihre Neutralität zu erhalten.

## Partnerverbände
- Bundesverband des Deutschen Tabakwareneinzelhandels (BDTE)
- Bundesverband Deutscher Tabakwaren-Großhändler und Automatenaufsteller (BDTA)
- Bundesverband Deutscher Tabakpflanzer e.V. (BdT)
- Verband der deutschen Rauchtabakindustrie e.V. (VdR)
- Bundesverband der Zigarrenindustrie (BDZ)

Der Verein ist in der Lobbyliste beim Deutschen Bundestag eingetragen.